# Eremochloa ciliatifolia
Eremochloa ciliatifolia är en gräsart som beskrevs av Eduard Hackel. Eremochloa ciliatifolia ingår i släktet Eremochloa och familjen gräs. Inga underarter finns listade i Catalogue of Life.